# ثيودور د. مان
ثيودور د. مان (بالإنجليزية: Theodore D. Mann)‏ هو سياسي أمريكي، ولد في 13 مايو 1922 في بوسطن في الولايات المتحدة، وتوفي في 9 أبريل 1994 في نيوتن في الولايات المتحدة. حزبياً، نشط في الحزب الجمهوري. وقد انتخب عضو مجلس نواب ماساتشوستس.